# Palazzo Castriota (Nápoly)
A Palazzo Castriota egyike Nápoly legszebb reneszánsz palotáinak. A Durazzo-kori portál az egykori Santa Maria di Mezzagosto-templom maradványa.